# Humo Taszkent
Humo Taszkent (uzb. Humo Toshkent xokkey klubi, ros. Хумо Ташкент) – uzbecki klub hokeja na lodzie z siedzibą w Taszkencie.

## Historia
Klub został założony w 2018. Symbolem klubu jest ptak Huma, który wybrano na nazwę klubu.
W sezonie 2019 mistrzostw Kazachstanu (Uzbecka Hokejowa Liga) Humo odpadł w półfinale.
W 2019 pierwsza zespół Humo została przyjęta do rosyjskich rozgrywek Wyższej Hokejowej Ligi edycji 2019/2020, zaś drużyna rezerwowa do ligi kazachskiej w sezonie 2019/2020. Przed rozpoczęciem sezonu WHL 2020/2021 z powodu pandemii COVID-19 drużyna została wyłączona z rozgrywek wraz z innymi uczestnikami spoza Rosji.
Menedżerem generalnym był Łotysz Normunds Sējējs, a potem został nim jego rodak Juris Opulskis.